# Lessivage
Lessivage is een uitlogingsproces waarbij kleideeltjes zich dieper de grond in verplaatsen. Het is een vorm van mechanische uitspoeling (eluvatie) van lutum en sesquioxiden uit het bovenste deel van de bodem gevolgd door inspoeling (illuviatie) in ondergelegen horizonten. Door dit proces ontstaat in de B-horizont een blokvormige of prismatische bodemstructuur. Voorwaarde is een zwak zure bodem waardoor de kleimineralen los van elkaar kunnen komen.. Dit bodemvormende proces leidt tot de vorming van een briklaag. Bodems met een briklaag heten in Nederland brikgronden. Deze komen overeen met Luvisolen in de internationale FAO classificatie en met Alfisolen in het Amerikaanse systeem.Er ontstaat dan een suspensie.